# Eutoeini
De Eutoeini zijn een geslachtengroep van vlinders uit de familie spanners (Geometridae).

## Geslachten
- Anoectomychus Prout, 1915
- Calletaera Warren, 1895
- Eutoea Walker, 1860
- Idiotephra Warren, 1899
- Luxiaria Walker, 1860
- Nadagarodes Warren, 1895
- Orthotmeta Warren, 1896
- Pigiopsis Warren, 1899
- Probithia Warren, 1894
- Zeheba Moore, 1887